# Secret Samadhi
| Críticas profissionais | Críticas profissionais |
| Avaliações da crítica  | Avaliações da crítica  |
| Fonte                  | Avaliação              |
| ---------------------- | ---------------------- |
| AllMusic               | [ 1 ]                  |
| Entertainment Weekly   | C+                     |
| Rolling Stone          | [ 3 ]                  |

Secret Samadhi é o terceiro álbum da banda americana de rock Live. Ele estreou no número 1 da Billboard 200 quando foi lançado em 18 de fevereiro de 1997. No álbum inclui os singles "Lakini's Juice", "Rattlesnake", "Turn My Head" e "Freaks". O álbum foi certificado 2× platina pela RIAA em 8 de julho de 1999.

## Faixas
Todas as letras escritas por Ed Kowalczyk, todas as músicas compostas por Live.
| N.º            | Título                                  | Duração |  |
| 1.             | "Rattlesnake"                           | 4:51    |  |
| 2.             | "Lakini's Juice"                        | 4:59    |  |
| 3.             | "Graze"                                 | 5:39    |  |
| 4.             | "Century"                               | 3:22    |  |
| 5.             | "Ghost"                                 | 6:19    |  |
| 6.             | "Unsheathed"                            | 3:36    |  |
| 7.             | "Insomnia and the Hole in the Universe" | 4:01    |  |
| 8.             | "Turn My Head"                          | 3:57    |  |
| 9.             | "Heropsychodreamer"                     | 2:48    |  |
| 10.            | "Freaks"                                | 4:50    |  |
| 11.            | "Merica"                                | 3:21    |  |
| 12.            | "Gas Hed Goes West"                     | 5:35    |  |
| Duração total: | Duração total:                          | 53:18   |  |

## Tabelas musicais

### Álbum
| Paradas                         | Melhor Posição |
| ------------------------------- | -------------- |
| Australian Albums Chart         | 2              |
| Austrian Albums Chart           | 10             |
| Belgian (Flanders) Albums Chart | 3              |
| Belgian (Wallonia) Albums Chart | 27             |
| Canadian Albums Chart           | 1              |
| Dutch Albums Chart              | 4              |
| Finnish Albums Chart            | 15             |
| German Albums Chart             | 23             |
| New Zealand Albums Chart        | 1              |
| Norwegian Albums Chart          | 5              |
| Swedish Albums Chart            | 8              |
| Swiss Albums Chart              | 17             |
| UK Albums Chart                 | 31             |
| US Billboard 200                | 1              |

### Singles
| Música           | Melhor posição | Melhor posição | Melhor posição | Melhor posição | Melhor posição | Melhor posição |
| Música           | US (M.R.)      | AUS            | AUT            | NED            | NZ             | UK             |
| ---------------- | -------------- | -------------- | -------------- | -------------- | -------------- | -------------- |
| "Lakini's Juice" | 1              | 21             | —              | 69             | 37             | 29             |
| "Freaks"         | 13             | 36             | —              | 80             | —              | 60             |
| "Turn My Head"   | 3              | 47             | 36             | 67             | —              | —              |
| "Rattlesnake"    | 18             | —              | —              | —              | —              | —              |